# 朱高峰
朱高峰（1935年5月27日—），男，浙江宁波人，生于上海，中国通信技术与管理专家，中国通信标准化协会理事长，中国工程院副院长。清华大学和北京大学的兼职教授。曾担任中国邮电部副部长，主任高级工程师。

## 生平
1951年至1952年，就读于清华大学物理系。1958年，毕业于苏联列宁格勒电信工程学院。
1983年，在当时副部长侯德原的大力推荐下，朱高峰从邮电科学院第六所总工程师的职位上，连升四级担任中国邮电部副部长。在邮电部的历史上空前绝后。
1994年，当选为中国工程院院士，并出任中国工程院副院长。2001年6月，中国科学技术协会第六次全国代表大会召开，并选举其出任第六届全国委员会荣誉委员。